# Orgullo de Taiwán
El Orgullo de Taiwán (chino :臺灣同志遊行) es el desfile anual del Orgullo LGBT en Taiwán. El desfile se llevó a cabo por primera vez en 2003. Aunque se unieron grupos de todo el país, el lugar principal siempre ha sido la ciudad capital de Taipéi. El desfile celebrado en octubre de 2019 atrajo a más de 200 000 participantes, lo que lo convierte en el evento del orgullo gay más grande del este de Asia. A partir de 2019, es el más grande de Asia por delante del Orgullo de Tel Aviv en Israel, que es el más grande de Medio Oriente. La Comunidad del Orgullo LGBT de Taiwán, organizadora del Desfile del Orgullo LGBTQ de Taiwán, realiza el desfile el último sábado de octubre.

## Comparación con otros desfiles del orgullo
El Orgullo de Taiwán difiere en muchos aspectos de los desfiles del orgullo gay que se celebran en los Estados Unidos y Europa. El financiamiento del desfile es un ejemplo. Los desfiles occidentales a menudo muestran una divergencia entre los movimientos sociales y la "comercialización". Algunos desfiles del orgullo gay son financiados por corporaciones que tienen como objetivo a los clientes homosexuales y, a veces, el desfile incluso se convierte en un lugar de publicidad para estas. En algunas comunidades el conflicto es tan grande que un desfile incluso se separa en dos. El Orgullo de Taiwán sigue siendo principalmente un movimiento social, con poca publicidad; incluso hay quejas de que las corporaciones locales dirigidas a los homosexuales brindan muy poco apoyo al desfile.
El Orgullo de Taiwán también difiere en el tipo de desfile. La mayoría de los desfiles en todo el mundo suelen tomar el control de la calle principal, bloqueando a los transeúntes en la acera. La marcha del Orgullo comparte las calles con automóviles, bicicletas y transeúntes, y está sujeto a un control de tráfico regular. Si bien es inconveniente y, a veces, peligroso para los participantes, compartir el camino sin una separación clara también desdibuja la distinción entre participantes y transeúntes, lo que genera una zona gris de participación.

## Historia

### Antes del 2003
Hubo varios pequeños desfiles del orgullo antes del primer desfile formal del Orgullo de Taiwán en 2003. Por ejemplo, 300 homosexuales se identificaron en el desfile de 1996 de la Coalición Nacional de Mujeres. En 2002, algunos gays protestaron públicamente en el Ministerio de Defensa Nacional contra la práctica de prohibir a los gays el servicio de policía militar.

### Orgullo de Taipéi

#### 2003

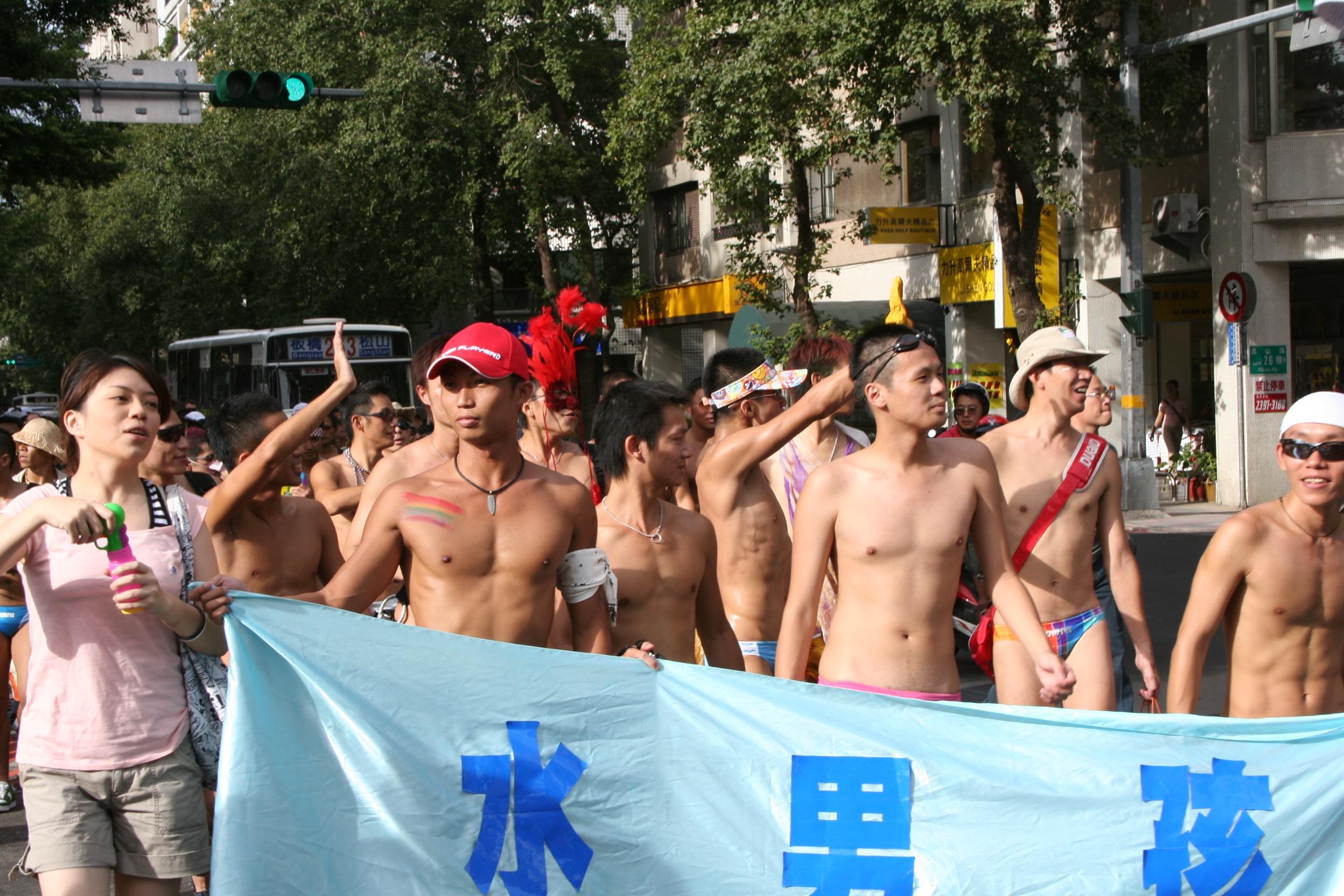
Grupo "Waterboys" de Taiwán en 2005

El primer desfile del Orgullo de Taiwán se llevó a cabo el 1 de noviembre de 2003. Fue el primero en la comunidad china y alentó a la comunidad gay de Hong Kong a realizar su propio desfile. Muchas personas en Taiwán no notaron el desfile en absoluto, pero casi todos los medios informáticos y de papel informaron sobre el desfile.
El desfile se llevó a cabo en Taipéi, comenzando en el Parque conmemorativo Paz 2-28, un lugar de reunión de hombres homosexuales en Taipéi desde hace mucho tiempo, y siguiendo por Hengyang Road hasta Red Playhouse en Ximending. Al desfile se unieron más de 20 000 personas de docenas de grupos, incluidos Waterboys, el Centro de Estudios de las Sexualidades NCU, Gin Gin y la Asociación de línea directa de Taiwán Tongzhi. Como parte del Movimiento por los Derechos Civiles de Gays y Lesbianas patrocinado por el gobierno, el desfile recibió 70.000 dólares taiwaneses del gobierno de la ciudad. El alcalde (luego presidente) Ma Ying-jeou pronunció un discurso al final del desfile, diciendo que Taipéi, como ciudad internacional, debe respetar a las personas de diferentes grupos y culturas. También afirmó que las principales ciudades del mundo tienen grandes comunidades homosexuales, y que la existencia y el respeto de tales comunidades es importante para la diversidad de una ciudad. Después del discurso, hubo un concurso de karaoke LGBT.
Después del desfile, el concejal de la ciudad, Wang Shih-cheng, criticó al gobierno de la ciudad por "fomentar la homosexualidad" y la "obscenidad". Muchos grupos se molestaron por los comentarios y rechazaron la financiación del gobierno al año siguiente.

#### 2004: Despertar la conciencia ciudadana
El segundo desfile del Orgullo de Taiwán se llevó a cabo el 6 de noviembre de 2004, nuevamente en Taipéi. Este desfile comenzó a la 1 pm en el Salón Conmemorativo de Chiang Kai-shek, marchó a lo largo del Bulevard Ketagalan, a través del Parque conmemorativo Paz 2-28, Chungshan Hall, y terminó en Red Playhouse en Ximending.
El desfile utilizó "Despertar la conciencia ciudadana" como lema principal, junto con "Ciudadano con excepciones‧Ciudad con colores‧Sociedad con variedades‧Política con participación". Con participantes que no eran homosexuales, como bisexuales, personas transgénero, la Compañía BDSM que representa a los adherentes del BDSM y el Colectivo de trabajadores sexuales y simpatizantes, que representa a los trabajadores sexuales. También participó la Asociación Hogar Armonía.
La fecha del desfile estaba cerca de las elecciones legislativas y muchos candidatos se presentaron para obtener publicidad.

#### 2005: ¡Estar juntos!

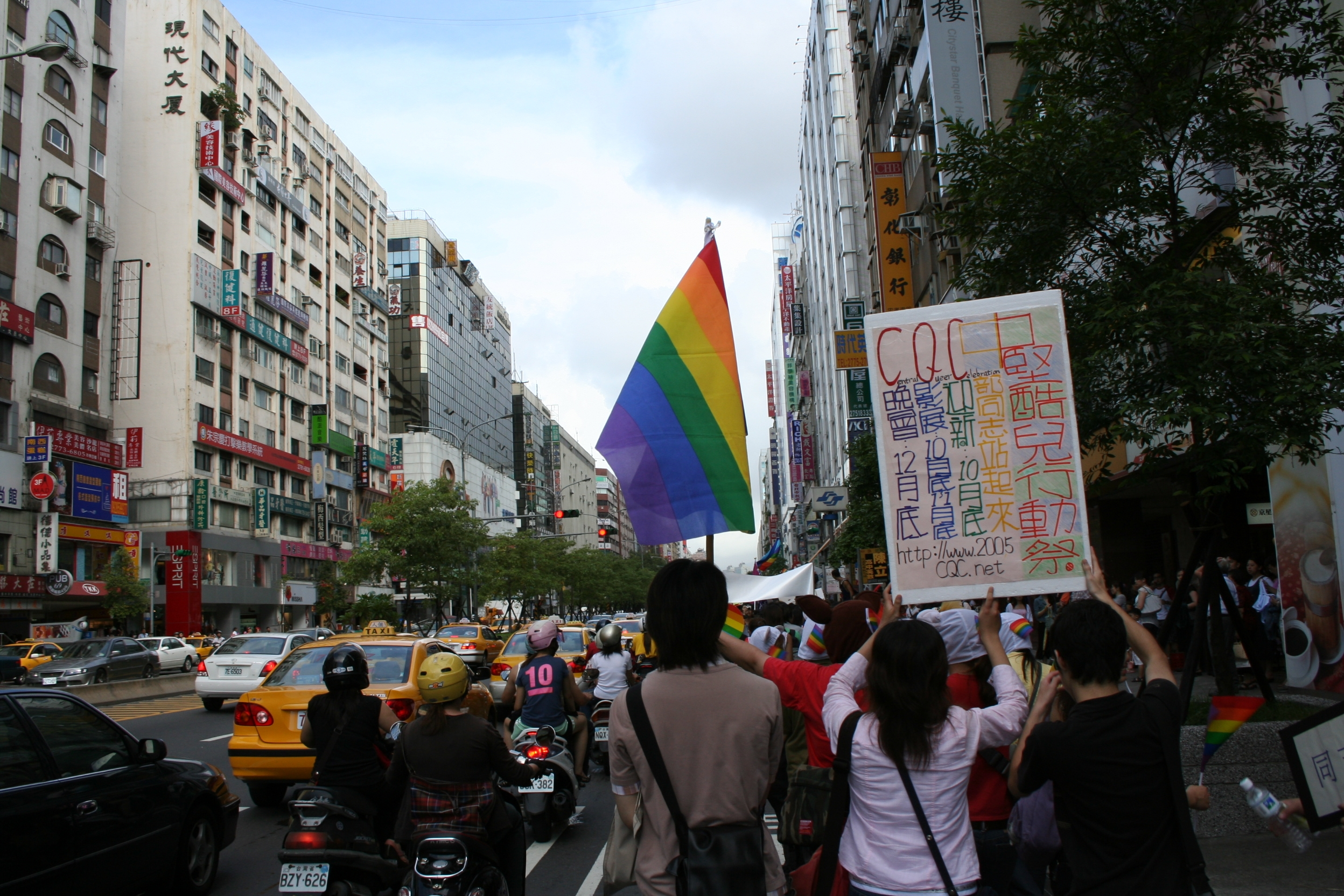
Orgullo de Taiwán en 2005

El tercer desfile del Orgullo de Taiwán, en 2005, contó con la unión de homosexuales, trabajadores sexuales, autores de contenido pornográfico y practicantes de sexo alternativo; contra "olas de represión" como la "Ley de Clasificación de Materiales Publicados y Programas de Video". El desfile usó "¡Estar juntos!" como su eslogan principal. Fue organizado por una organización ad hoc y la Asociación de Línea Directa Tongzhi de Taiwán. La Compañía BDSM también participó.
Había pronósticos de la posible llegada de un tifón el día del desfile (1 de octubre), pero era un día soleado. El desfile comenzó a la 1 pm en la librería Eslite en Dunhua South Road, marchó a lo largo de Zhongxiao East Road Sec. 4 y terminó en el ayuntamiento a las 5 pm. Al final del desfile, la Coalición de Mujeres de la HKSAR agradeció al Orgullo de Taiwán por alentar la marcha de Honk Kong de 2004 y entregó una pancarta al Orgullo de Taiwán, representada por Wang Ping de la Asociación de Derechos de Género/Sexualidad de Taiwán. El artista Topper también realizó performances de cross-dressing.

#### Patrocinio
Muchas organizaciones comerciales patrocinaron el desfile, incluida la librería Eslite, el sitio web de citas gay Fridae y PRI.V"ee.

#### 2006: ¡Reúnanse y organicen una familia!

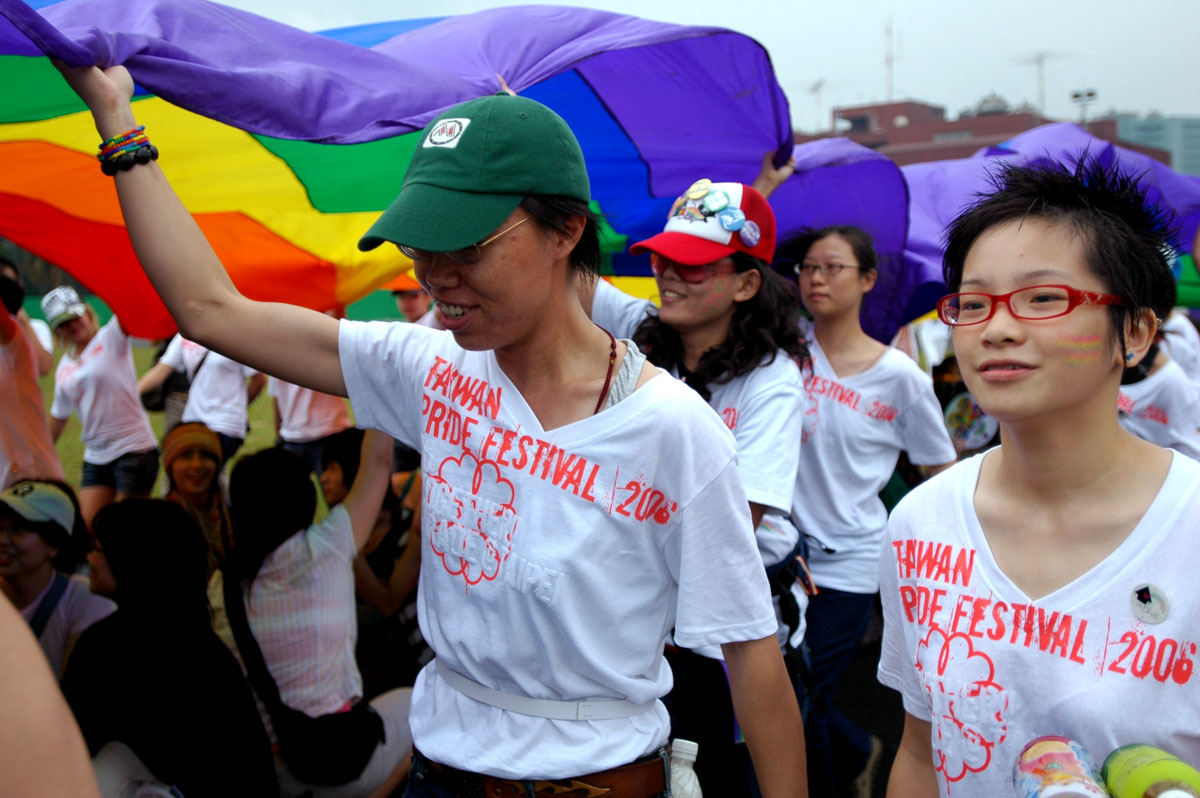
Desfile el Orgullo en Taipéi en 2006

El Orgullo de Taiwán se llevó a cabo el 30 de septiembre en la ciudad de Taipéi. Se dijo que había más de diez mil personas uniéndose al Orgullo de Taiwán. El desfile usó "¡Reúnanse y organicen una familia!" como su eslogan principal.

#### 2007: El poder del arcoíris

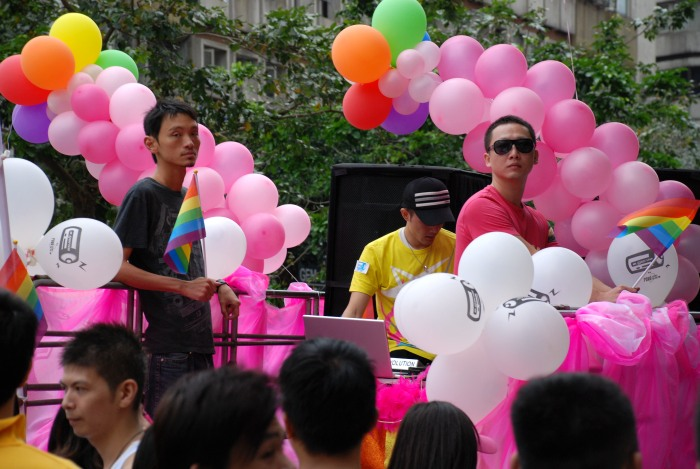
Desfile del Orgullo en 2007

El Orgullo de Taiwán se llevó a cabo el 13 de octubre de 2007 en Taipéi con el lema del desfile "el poder del arcoíris". Se estima que había 15 000 personas en el desfile. Esta vez también participaron muchas comunidades de gays y lesbianas del extranjero. En medio de la marcha, la multitud organizó un "paisaje arcoíris" que contiene los 6 colores como símbolo del orgullo gay. Aussiebum, un fabricante australiano de trajes de baño para hombres, también patrocinó al grupo llamado "Waterboy" con sus trajes de baño. Esta es la primera vez que el Orgullo de Taiwán tiene un poderoso patrocinador comercial en su historia. A-mei, conocida como la reina del pop chino, se convirtió en la primera portavoz del Orgullo de Taiwán.

#### 2008: Corre por el camino del arcoíris

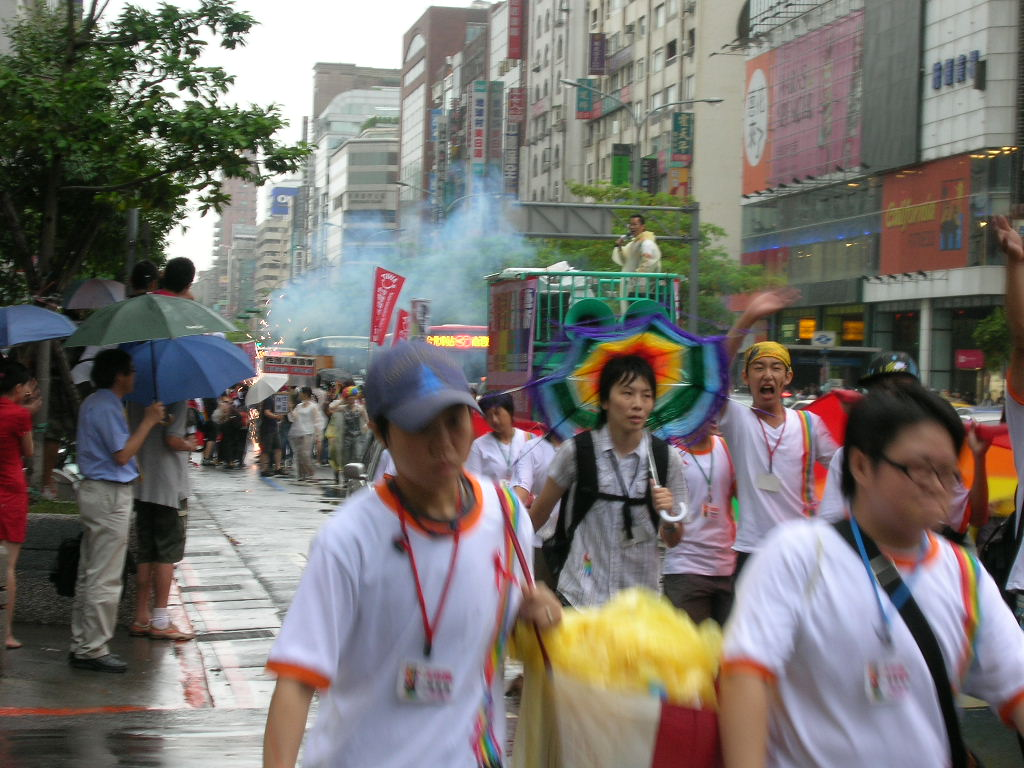
Cabecera de la marcha del Orgullo en 2008

La versión 2008 del Orgullo de Taiwán se llevó a cabo el 27 de septiembre y atrajo a 18 000 participantes, la mayor participación hasta el momento.

#### 2009: Amor en voz alta

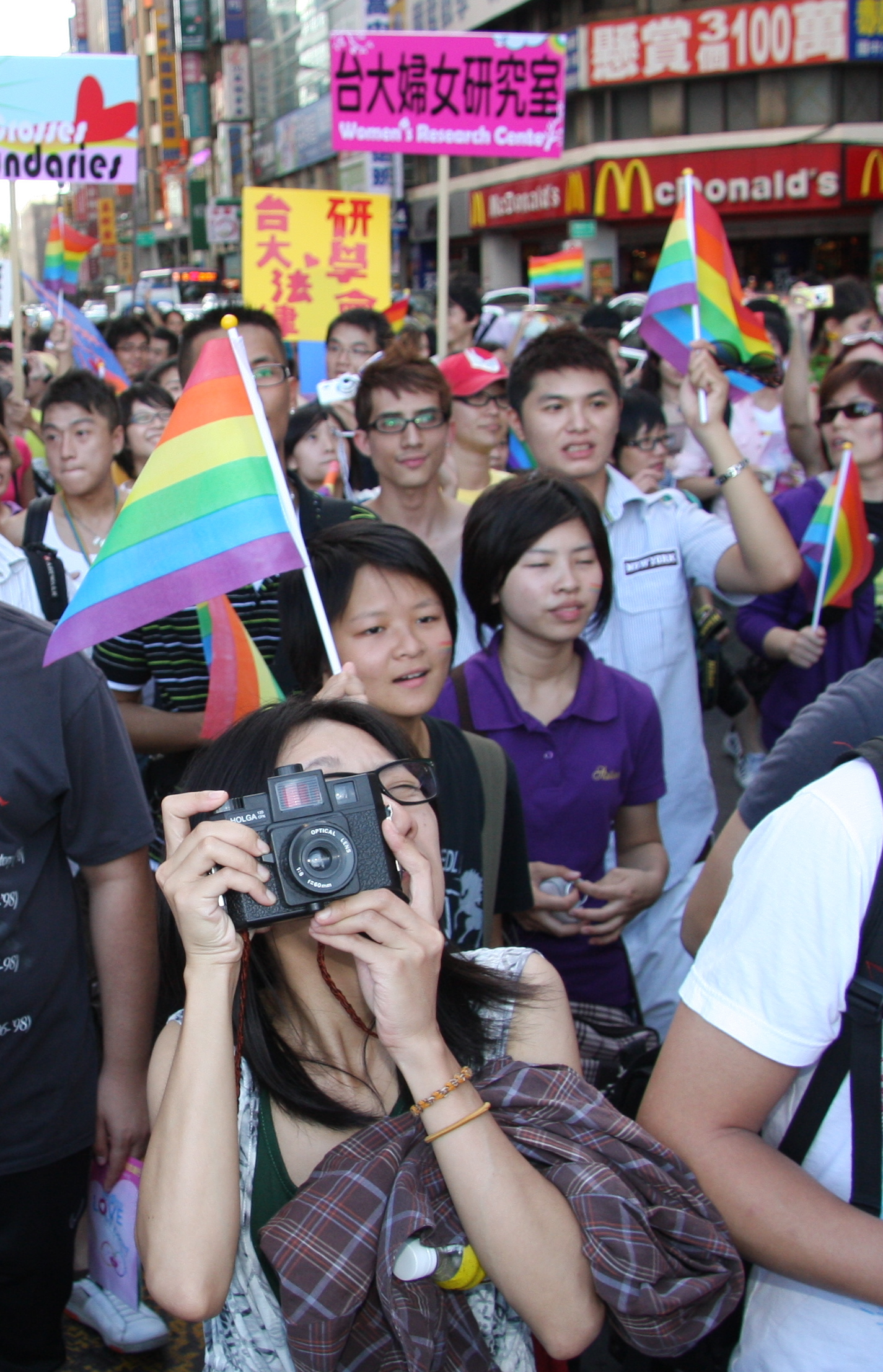
Marcha del Orgullo en Taipéi, 2009

El Orgullo de Taiwán de 2009 fue el 31 de octubre. Atrajo a 25 000 participantes. El enfoque clave de este desfile fueron los derechos LGBT, particularmente las leyes contra la discriminación y el reconocimiento de las uniones entre personas del mismo sexo. El desfile buscó expresar su decepción con el gobierno, que no había cumplido con sus compromisos previos de legalizar el matrimonio entre personas del mismo sexo.

#### 2010: Sal y vota

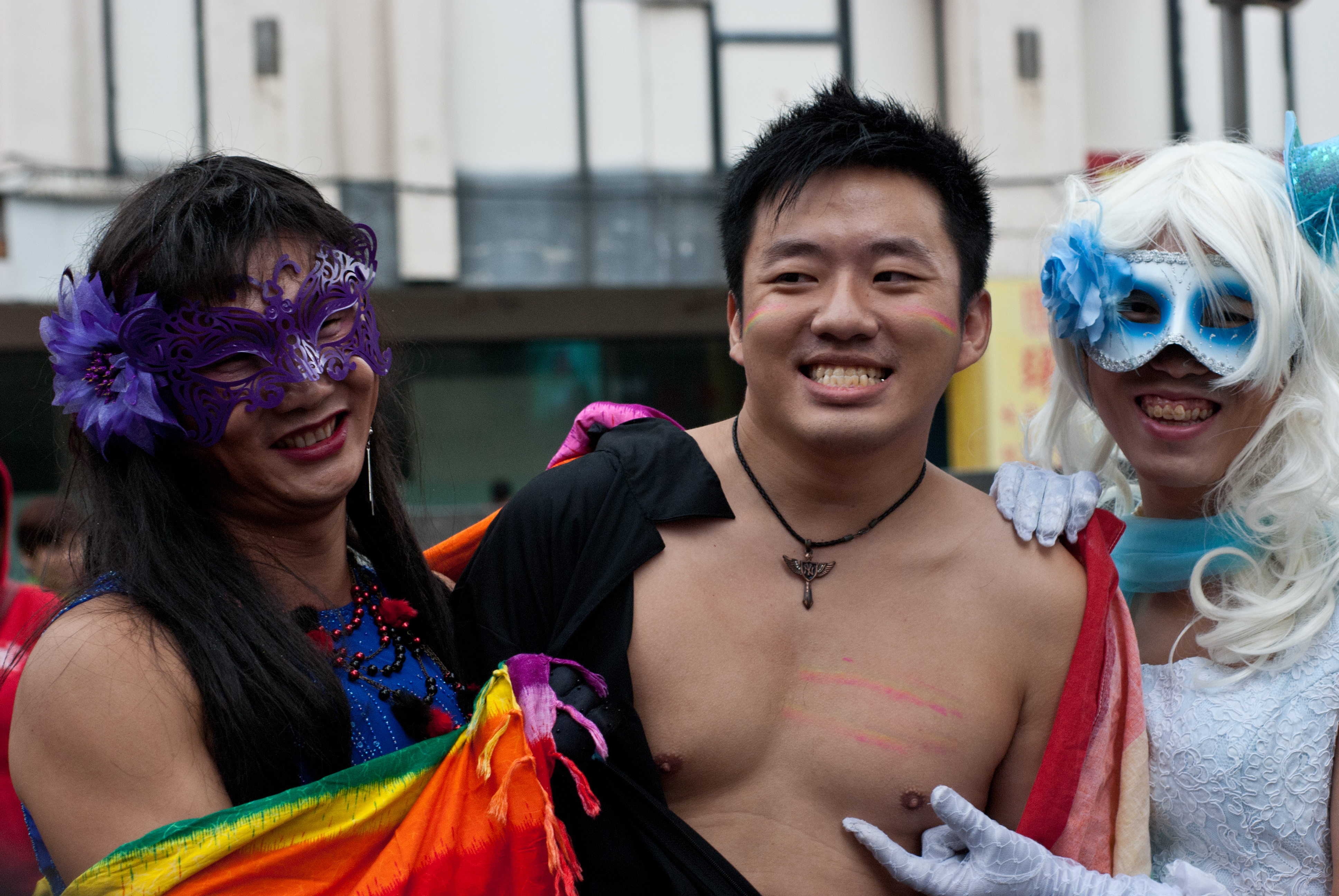
Marcha del Orgullo en 2010

Celebrada el 30 de octubre, bajo el lema "Sal y vota", la comunidad LGBT taiwanesa marchó desde Parque conmemorativo Paz 2-28 en adelante hasta Ximen y luego hasta la estación principal de Taipéi y de regreso, reclamando por medidas concretas del gobierno que protejan los derechos de las personas de la comunidad LGBT. Hubo más de 30 000 participantes, lo que convirtió al Orgullo de Taiwán en el Desfile del Orgullo Gay más grande de Asia.
La Comunidad del Orgullo LGBT de Taiwán, el organizador del Desfile del Orgullo LGBT de Taiwán, decidió realizar el desfile en una fecha fija, el último sábado de octubre, desde este año.

#### 2011: Lucha LGBT, ¡Fuera la discriminación!

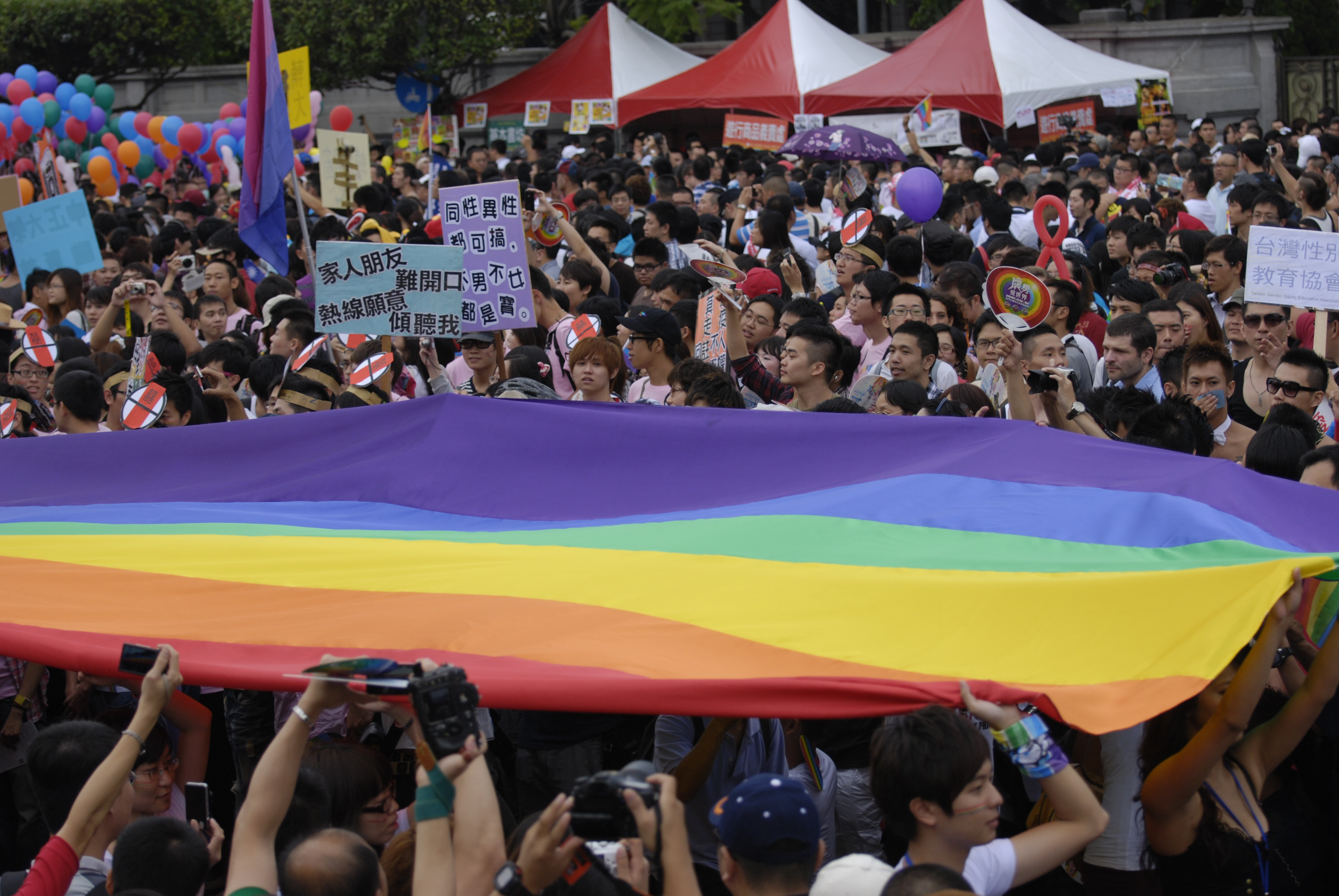
Marcha del Orgullo en 2011

El noveno desfile se llevó a cabo el 29 de octubre de 2011. Debido a los obstáculos de la Liga del Amor Verdadero, mientras el Ministerio de Educación proponía la Ley de Educación sobre Equidad de Género y otros eventos sexuales que suceden este año, el tema del noveno El desfile se orientó como "Lucha LGBT, ¡Fuera la discriminación!"
Hubo alrededor de 50 000 participantes. Por lo tanto, las rutas tuvieron que separarse en la línea Este y la línea Oeste. La línea Oeste, que es nueva, pasaba por el Salón Conmemorativo de Chiang Kai-shek, que es una gran área cultural y educativa en Taiwán.
Los Embajadores del Arcoíris de 2011 incluyen a Deserts Chang, quien cantó en la fiesta nocturna después del desfile y besó a una fan en el escenario.

#### 2012: Igualdad de derechos al matrimonio, diversidad en la pareja

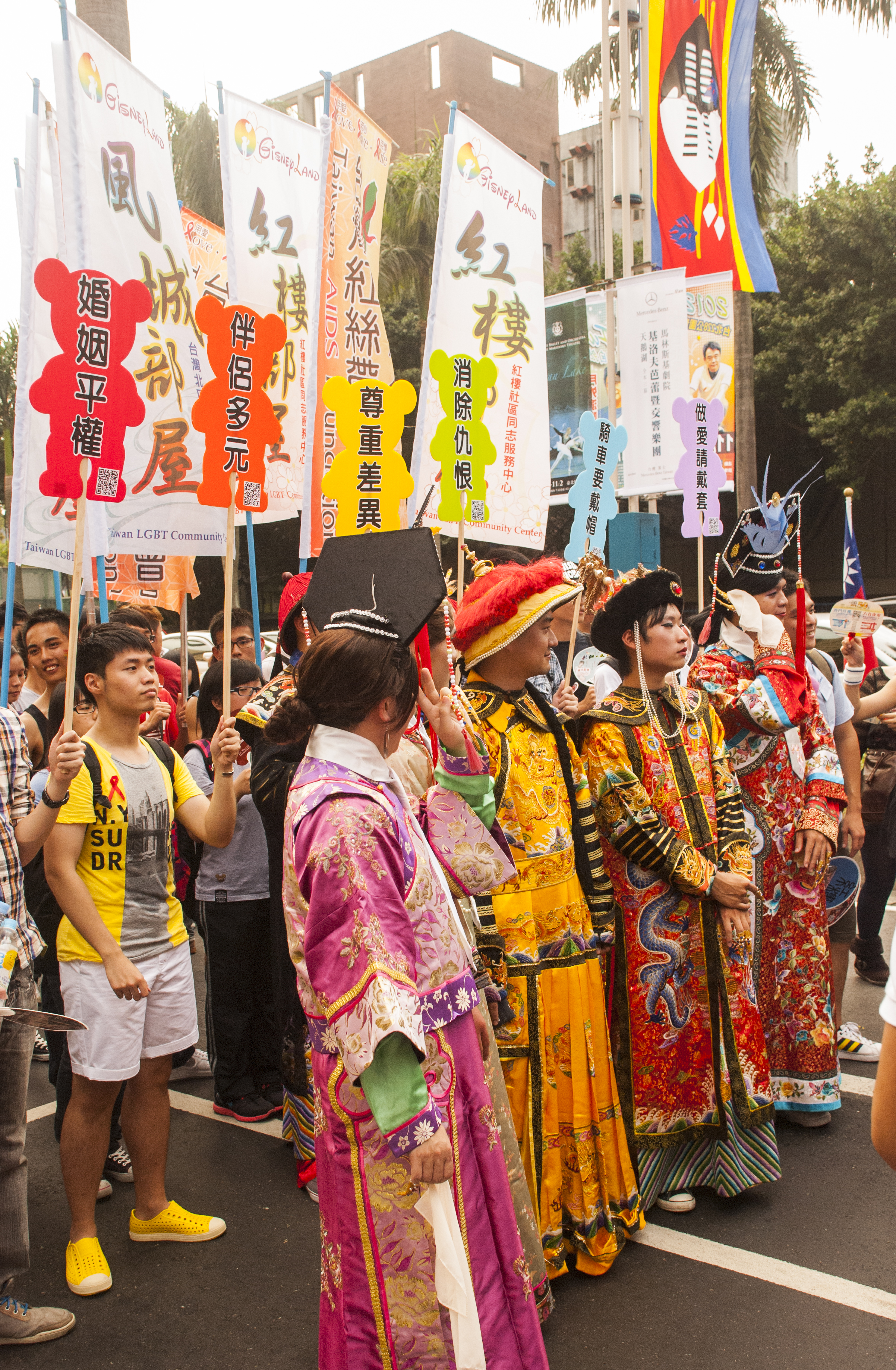
Marcha del Orgullo en 2012

El décimo desfile se llevó a cabo el 27 de octubre de 2012. Participaron alrededor de 65.000 personas.

#### 2013: Visibilización LGBT 2.0, la voz del sufridor sexual

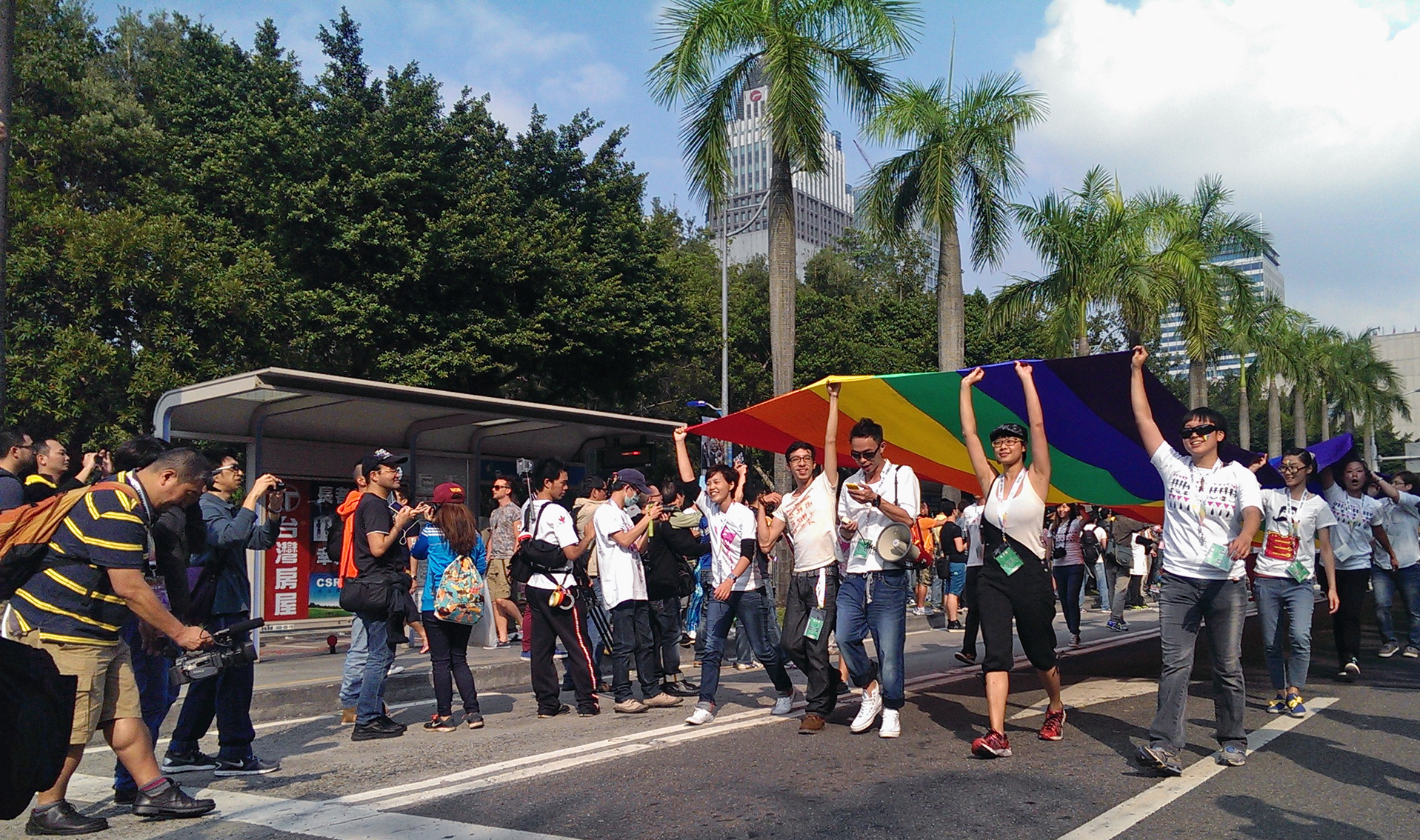
Marcha del Orgullo en 2013

El 11º desfile se llevó a cabo el 26 de octubre de 2013.

#### 2014: Abrazar las diferencias de identidad de sexo/género
El desfile número 12 se llevó a cabo el 25 de octubre de 2014.

#### 2015: Actúa como eres, no según tu edad

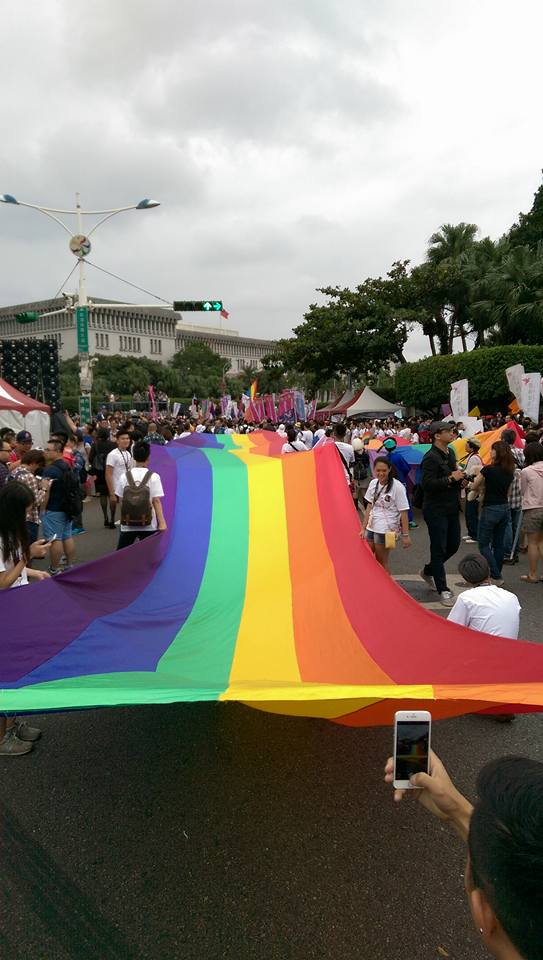
Marcha del Orgullo en 2015

El desfile número 13 se llevó a cabo el 31 de octubre de 2015.

#### 2016: Honra la diversidad, si lo dices en serio

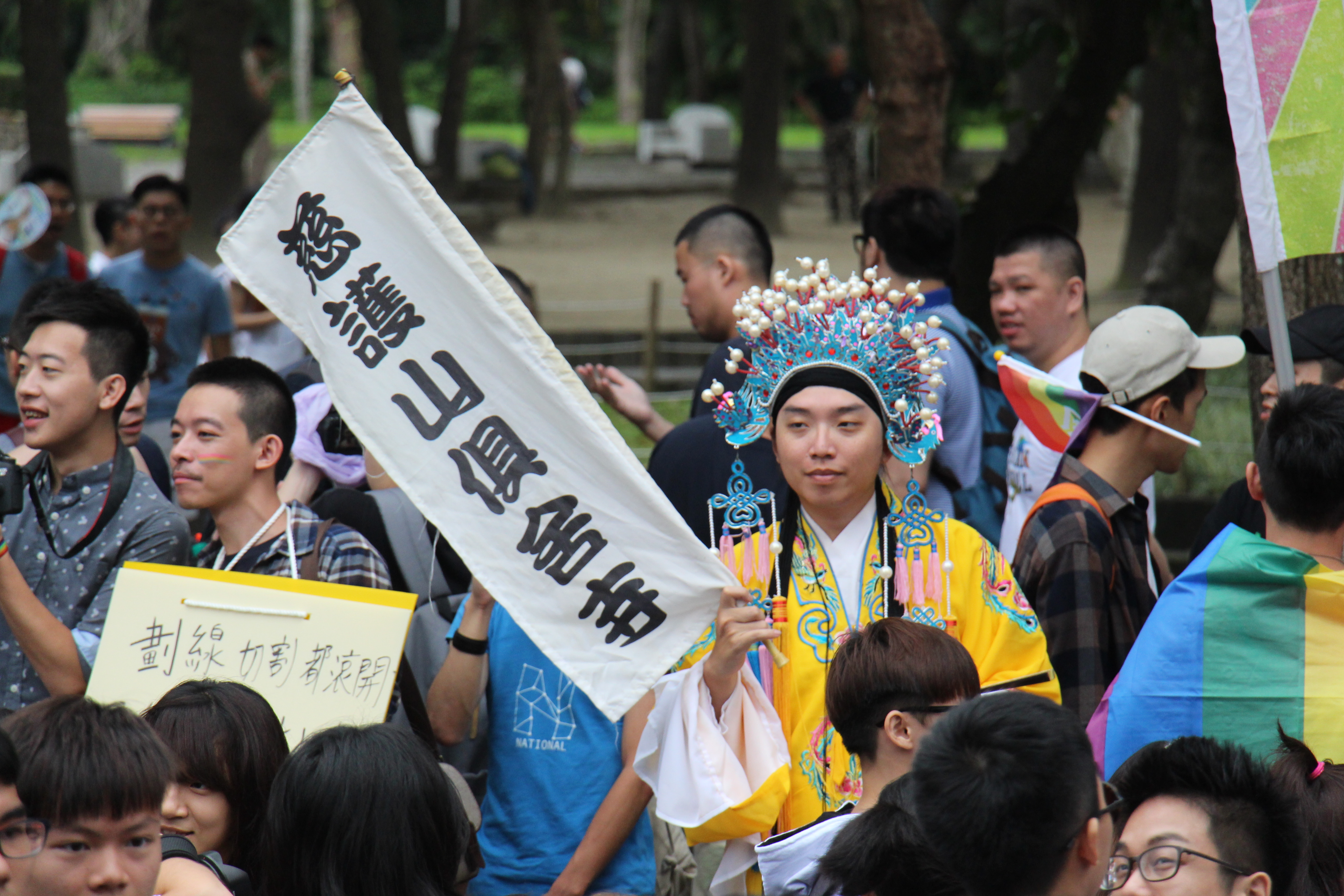
Marcha del Orgullo en 2016

El 14º desfile se llevó a cabo el 29 de octubre de 2016.

#### 2017: Haz el amor, no la guerra: la educación sexual es el camino a seguir
El 15º desfile se llevó a cabo el 28 de octubre de 2017.

#### 2018: Cuenta tu historia, vota por la igualdad

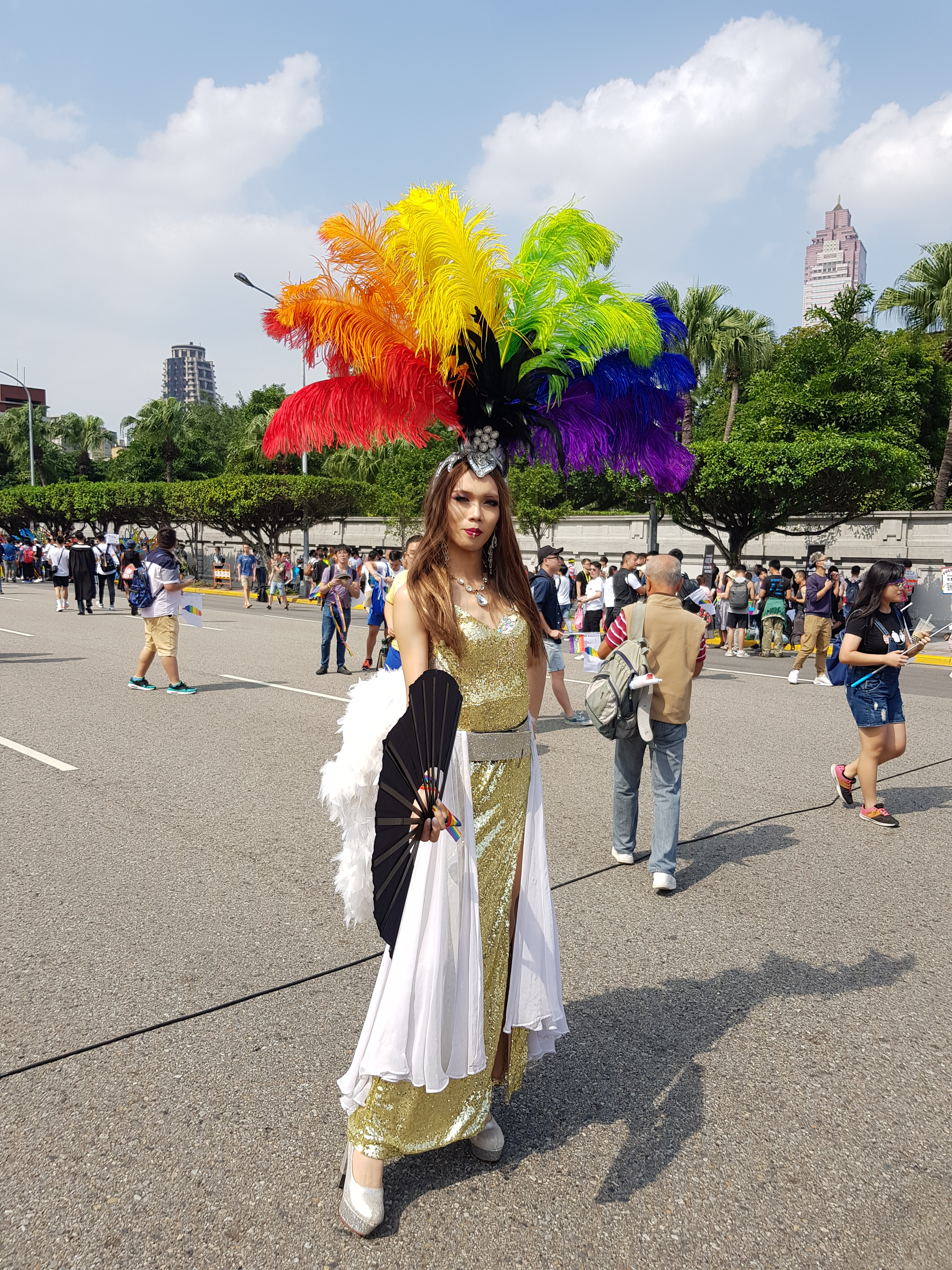
Marcha del Orgullo en 2018

El 16º desfile se llevó a cabo el 27 de octubre de 2018.

#### 2019: Juntos, hagamos mejor a Taiwán

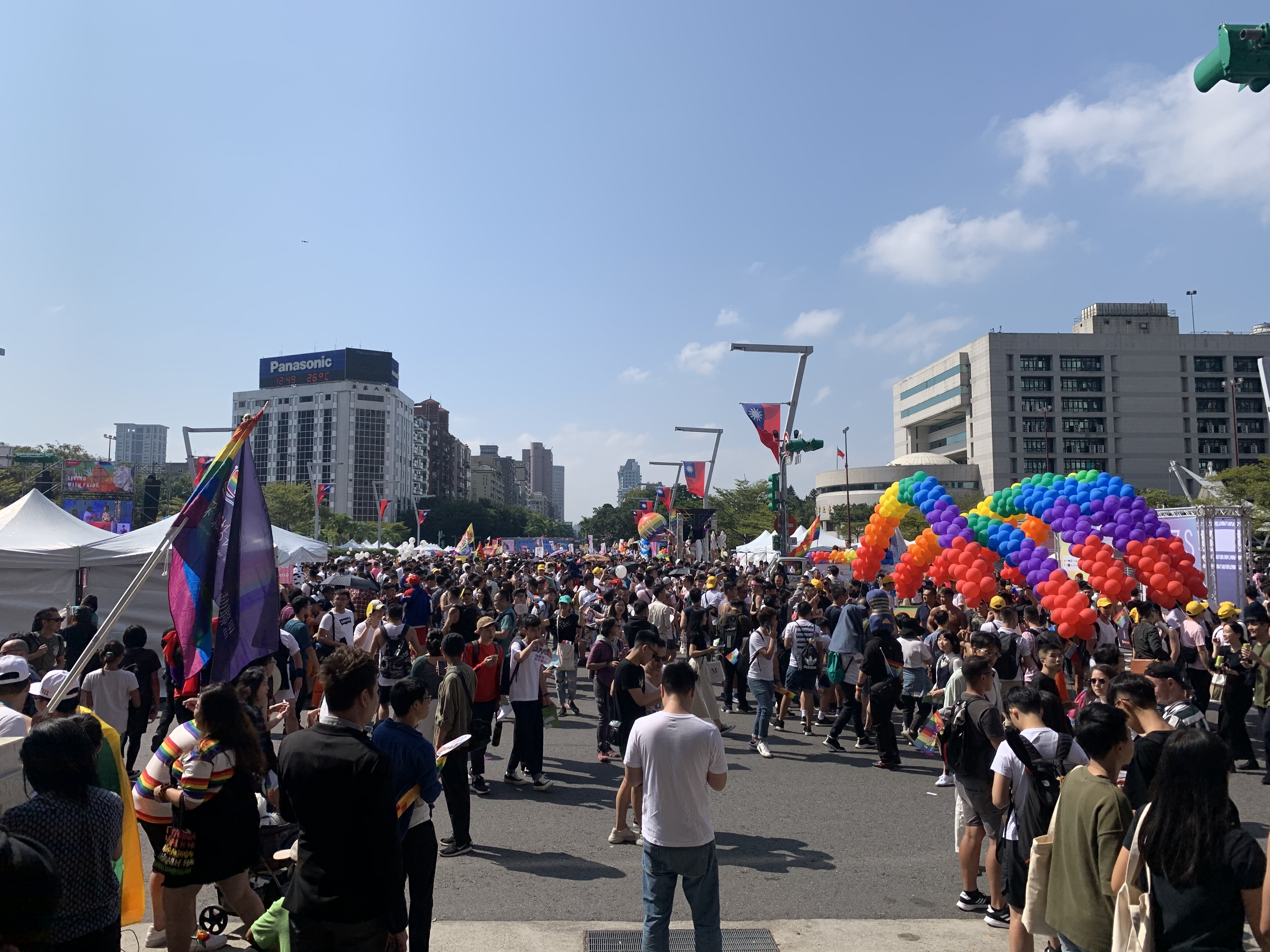
Orgullo de Taiwán en 2019

El desfile 17 se llevó a cabo el 26 de octubre de 2019; alrededor de 200.000 personas participaron en la procesión.

#### 2020: Marcha del Orgullo de Taiwán por el Mundo

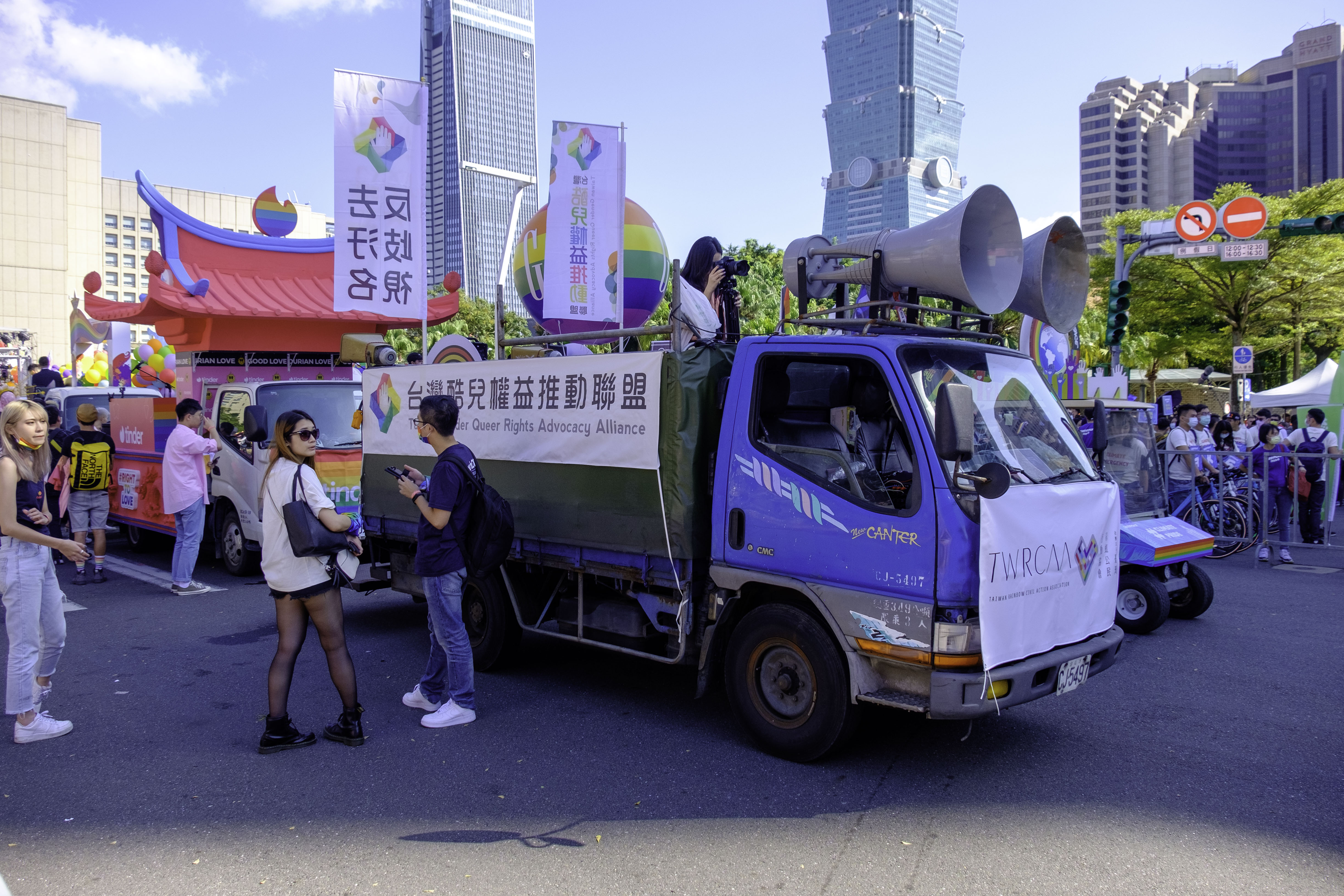
Marcha del Orgullo en 2020

El desfile 18 reconoció la cancelación de las marchas del orgullo en todo el mundo, debido a la pandemia de COVID-19. Se llevó a cabo el 28 de junio de 2020, marcando el 51 aniversario de los disturbios de Stonewall. Alrededor de 1 200 personas marcharon en la procesión.

#### 2021

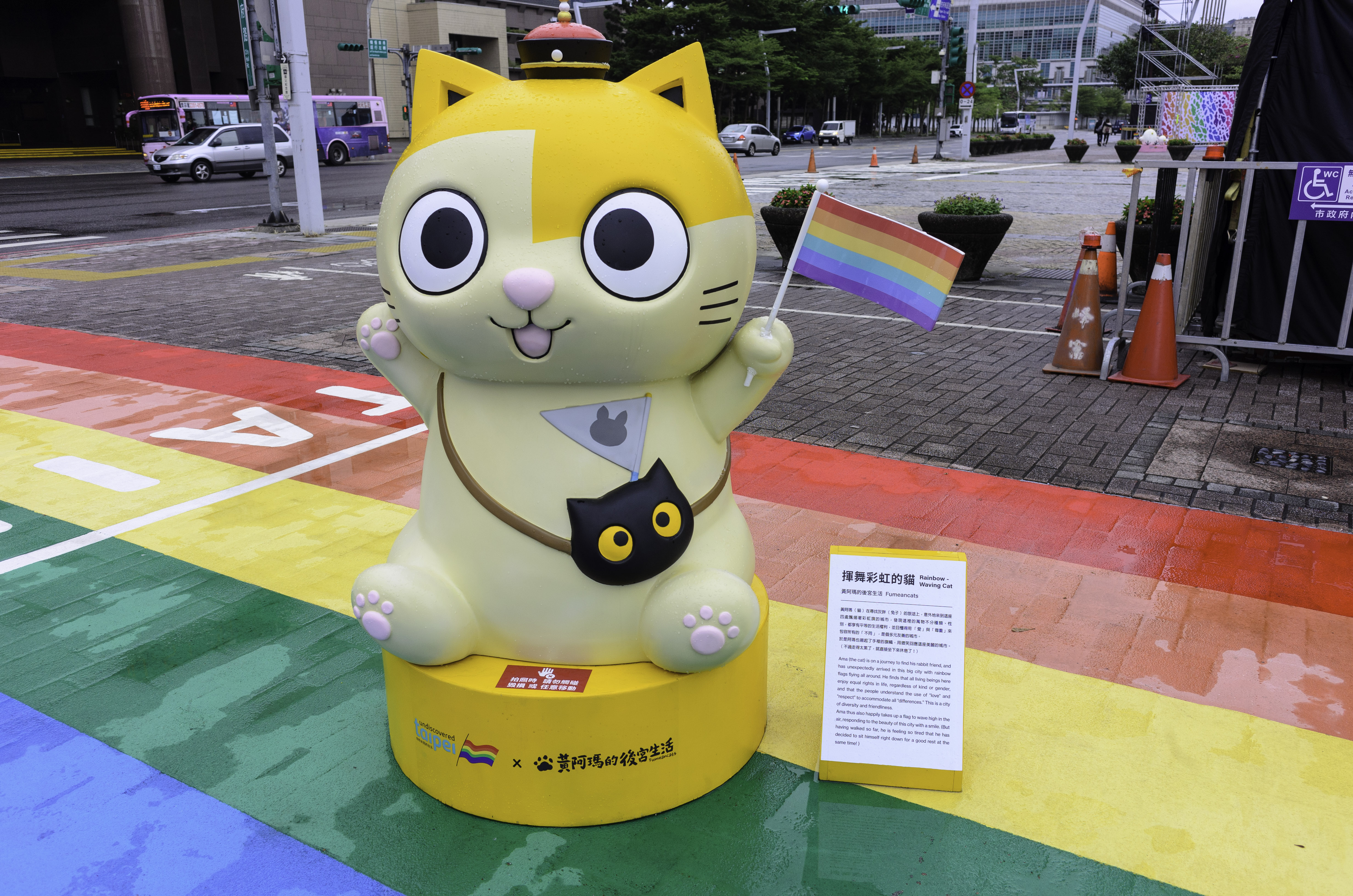
Decoraciones de la marcha del Orgullo en 2021

El desfile número 19 se planeó como un evento virtual a medida que la pandemia de COVID-19 en Taiwán crecía en severidad. Aunque la pandemia disminuyó a medida que se acercaba la fecha programada, el 30 de octubre de 2021, la Asociación de Acción Civil del Arco Iris de Taiwán se comprometió a organizar el evento según lo planeado, sin más cambios en su formato.

#### 2022: Un futuro ilimitado
El Orgullo de Taiwán regresó como un evento presencial en 2022, con la asistencia de más de 120 000 personas. El lema fue "Un futuro ilimitado".

### Desfile del Orgullo Gay en Kaohsiung, sur de Taiwán

#### Orgullo Kaohsiung
Kaohsiung fue designado como anfitrión de WorldPride en 2025. Será la primera vez que el evento se lleve a cabo en un país del este de Asia.

#### 2010: Salir del clóset
El primer Desfile del Orgullo LGBT de Kaohsiung en el sur de Taiwán se llevó a cabo el 18 de septiembre de 2010. El organizador del desfile de Kaohsiung fue la Asociación de Línea Directa Tongzhi de la Oficina Sur de Taiwán (también conocida como "Línea Directa 968" ), con el apoyo de la Oficina de Asuntos Civiles del Gobierno de la Ciudad de Kaohsiung. Hubo alrededor de 2 000 participantes.

#### 2011
El segundo desfile del orgullo LGBT de Kaohsiung se llevó a cabo el 24 de septiembre de 2011 con más de 3000 participantes. El desfile fue organizado por una nueva organización, La Comunidad del Orgullo LGBT de Kaohsiung.

#### 2012: Soy gay y tu compañero
El tercer desfile anual del orgullo LGBT en Kaohsiung se llevó a cabo el 22 de septiembre de 2012 bajo el lema "Soy gay y tu compañero" con más de 3000 participantes.

#### 2013: Compartiendo el mismo espacio en armonía
El cuarto desfile anual del orgullo LGBT en Kaohsiung se llevó a cabo el 29 de junio de 2013 bajo el lema "Compartir el mismo espacio en armonía" con alrededor de 4000 participantes. Era la primera vez que el Desfile del Orgullo Gay de Kaohsiung brindaba servicio en inglés desde su sitio web oficial. También fue la primera vez que el Desfile del Orgullo LGBT en Kaohsiung tuvo una convocante en jefe lesbiana. La publicidad en los medios de todo el mundo, tanto en inglés como en chino, fue un hito para Kaohsiung. Especialmente, la página completa, bajo el título "Kaohsiung se vuelve gay", informada por Taipéi Times, fue la primera vista en la historia de los desfiles del orgullo gay de Taiwán. A la marcha asistieron al menos dos grupos de extranjeros.

#### 2020: ¡Nosotros! A tu alrededor
El tema del undécimo desfile del Orgullo de Kaohsiung, al que asistieron 60 000 personas, fue "¡Nosotros! A tu alrededor". El evento, y un "dólar rosa", se presentaron en las campañas de turismo de ese año.

#### 2022: Amor más allá de lo físico
El decimotercer desfile del Orgullo de Kaohsiung se llevó a cabo en noviembre de 2022, con la asistencia de aproximadamente 30 000 personas. Su tema era "el amor más allá de lo físico".

### Desfile del orgullo gay en Taichung, centro de Taiwán

#### Orgullo de Taichung
El primer Desfile del Orgullo LGBT de Taiwán Central en Taichung se llevó a cabo el 17 de diciembre de 2011 bajo el lema "Defender el amor, perfectamente natural" y pide al gobierno de la ciudad de Taichung que otorgue importancia a los derechos de género/sexualidad y protesta contra la reducción del gobierno del entorno amigable con el género y el cierre de muchas tiendas amigables con el género en los últimos años. El organizador es la Liga de Grupos de Sexo/Género en el Centro de Taiwán.
Un mes y medio antes del Desfile de Taichung, el Centro de Cultura y Salud LGBT de Taiwán Central (también conocido como "Paraíso Arcoíris de Taichung") se vio obligado a mudarse debido a la presión de un propietario.

### Crítica
Los grupos conservadores criticaron el tema en 2017 "Haz el amor, no la guerra: la educación sexual es el camino a seguir" como un mensaje subliminal para la liberación sexual, y exigieron que la policía intervenga si encontraba "comportamientos sexuales inapropiados".